# Maschinen- und Anlagenführer

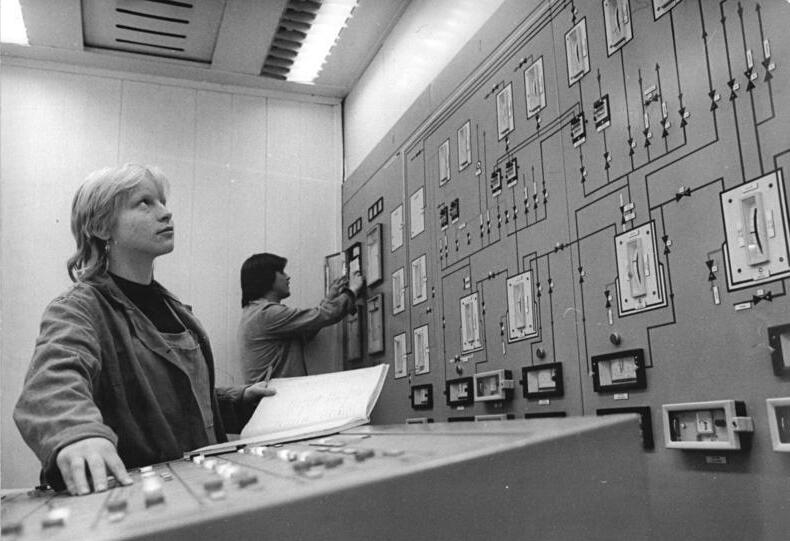
Anlagenfahrerin im Chemiekombinat Bitterfeld

Der Maschinen- und Anlagenführer ist ein staatlich anerkannter Ausbildungsberuf nach dem Berufsbildungsgesetz.
Der Maschinen- und Anlagenbediener kann je nach Kontext ein Synonym zum Maschinen- und Anlagenführer sein, oder eine Hilfsarbeitskraft, die dem Maschinen- und Anlagenführer zuarbeitet.
Mitunter auch als Selbsteinsteller benannt.

## Ausbildungsdauer und Struktur
Die Ausbildungsdauer zum Maschinen- und Anlagenführer beträgt in der Regel zwei Jahre. Die Ausbildung erfolgt an den Lernorten Betrieb und Berufsschule.
Der Beruf verfügt über die Schwerpunkte
- Metall- und Kunststofftechnik
- Nahrungsmitteltechnik
- Textiltechnik
- Textilveredelung
- Druckweiterverarbeitung und Papierverarbeitung

## Arbeitsgebiete
Maschinen- und Anlagenführer bedienen und prüfen Produktionsanlagen in der Industrie. Weitere Tätigkeiten sind Wartungsarbeiten, Austauschen von Verschleißteilen und Feststellen von Störungen an Maschinen. Sie finden ihren Arbeitsplatz in Betrieben der Metall-, Kunststoff-, Lebensmittelindustrie, aber auch in der Textil- und Druckindustrie.

## Berufsschule
Die Schwerpunkte des Berufes weisen eine große Bandbreite auf. Daher hat die Kultusministerkonferenz beschlossen, dass bei der Beschulung der Auszubildenden die jeweils gültigen schulischen Inhalte des Ausbildungsberufes herangezogen werden, die dem Schwerpunkt entsprechen.
Dies bedeutet, dass ein Auszubildender, der beispielsweise diesen Beruf im Schwerpunkt Textiltechnik erlernt, nach den schulischen Vorschriften des ersten und zweiten Ausbildungsjahres für den Ausbildungsberuf Produktionsmechaniker Textil ausgebildet wird. Auszubildende in diesem Schwerpunkt besuchen daher im Idealfall auch dieselbe Berufsschulklasse wie die Produktionsmechaniker Textil.

## Abschlussprüfung
Die Abschlussprüfung besteht aus einem schriftlichen und einem praktischen Teil. Die schriftliche Prüfung umfasst drei Bereiche – Produktionstechnik, Produktionsplanung sowie Wirtschafts- und Sozialkunde – und dauert insgesamt rund 3¾ Stunden. Der Schwerpunkt liegt auf praxisnahen Aufgaben mit technischem und wirtschaftlichem Bezug. Im praktischen Teil, der bis zu sieben Stunden dauert, müssen die Prüflinge typische berufliche Tätigkeiten wie das Einrichten, Bedienen, Umrüsten oder Warten von Maschinen eigenständig durchführen. Beide Prüfungsteile müssen mindestens mit „ausreichend“ bestanden werden.

## Fortsetzung der Berufsausbildung
Auszubildende, die ihre Berufsausbildung zum Maschinen- und Anlagenführer abgeschlossen haben, können die Ausbildung in einem dem Schwerpunkt entsprechenden Beruf im dritten und (soweit vorhanden) vierten Ausbildungsjahr fortsetzen:
Im Schwerpunkt Metalltechnik/Kunststofftechnik in dem Ausbildungsberuf
- Feinwerkmechaniker
- Fertigungsmechaniker
- Industriemechaniker
- Verfahrensmechaniker für Kunststoff- und Kautschuktechnik
- Werkzeugmechaniker
- Zerspanungsmechaniker

Im Schwerpunkt Textiltechnik und Schwerpunkt Textilveredelung in dem Ausbildungsberuf
- Produktionsmechaniker Textil

Im Schwerpunkt Lebensmitteltechnik in einem der Ausbildungsberufe
- Brauer und Mälzer
- Fachkraft für Fruchtsafttechnik
- Fachkraft für Lebensmitteltechnik

Im Schwerpunkt Druckweiter- und Papierverarbeitung in einem der Ausbildungsberufe
- Buchbinder Fachrichtung Buchfertigung (Serie) und Druckweiterverarbeitung (Serie)
- Medientechnologe Druckverarbeitung
- Verpackungsmittelmechaniker bzw. Packmitteltechnologe

Für den Molkereifachmann bestand eine Anrechnungsmöglichkeit für Ausbildungsverträge, die bis zum 8. April 2006 begründet wurden. Da der Beruf anschließend als Molkereitechnologe modernisiert wurde, war nach dieser Neuordnung eine Anrechnung nicht mehr möglich.